# Ріроріро західний
Ріроріро західний (Gerygone fusca) — вид горобцеподібних птахів родини шиподзьобових (Acanthizidae). Ендемік Австралії.

## Опис
Верхня частина тіла птаха сірувато-коричнева, нижня частина тіла білувата, горло і груди світло-сірі. Рульові пера на хвості яскраві, чорно-білі, добре помітні під час польоту.

## Таксономія
Західний ріроріро є сестринським видом мангрового ріроріо. Дослідники вважають, що ці два види розділилися в плейстоцені. Ці види тепер повторно контактують в районі Карпентарії, однак мешкають в різних середовищах і не схрещуються.

### Підвиди
Виділяють три підвиди:
- G. f. fusca (Gould, 1838) (південний захід Західної Австралії);
- G. f. exsul Mathews, 1912 (схід Австралії; популяції півострова Ейр);
- G. f. mungi Mathews, 1912 (центральна Австралія).

## Поширення
Західний ріроріро є ендеміком Австралії. Це найпоширеніший птах роду ріроріро, а також єдиний птах роду, що мешкає в центральних районах Австралії. Живе у відкритих лісах і лісових масивах, в чагарниках, на висоті до 850 м над рівнем моря. Популяції півночі і сходу осілі. Популяції внутрішніх районів можуть мігрувати, реагуючи на посуху. Деякі популяції Західної Австралії взимку мігрують вглиб континенту або на північ.

## Раціон
Західні ріроріро харчуються комахами, яких шукають на деревах.

## Розмноження
Сезон розмноження зазвичай триває з вересня по січень. Гніздо грушеподібне. В кладці 2-3 яйця, інкубаційний період триває 10-12 днів, пташенята залишаються в гнізді 10-13 днів.